# Тур де Франс

Лого Тур де Франс

Тур де Франс (фр. Tour de France), який також називають просто «Тур» — щорічні шосейні багатоденні велоперегони дорогами Франції (частини окремих етапів або етапи цілком іноді проводяться в інших країнах). Уперше «Тур» було проведено 1903 року, його переможцем став Моріс Гарен. Нині «Тур де Франс» — це найпрестижніше змагання серед багатоденних велогонок у професійному велоспорті.
У 2022 році тур виграв данець Йонас Вінгегор.

## Історія

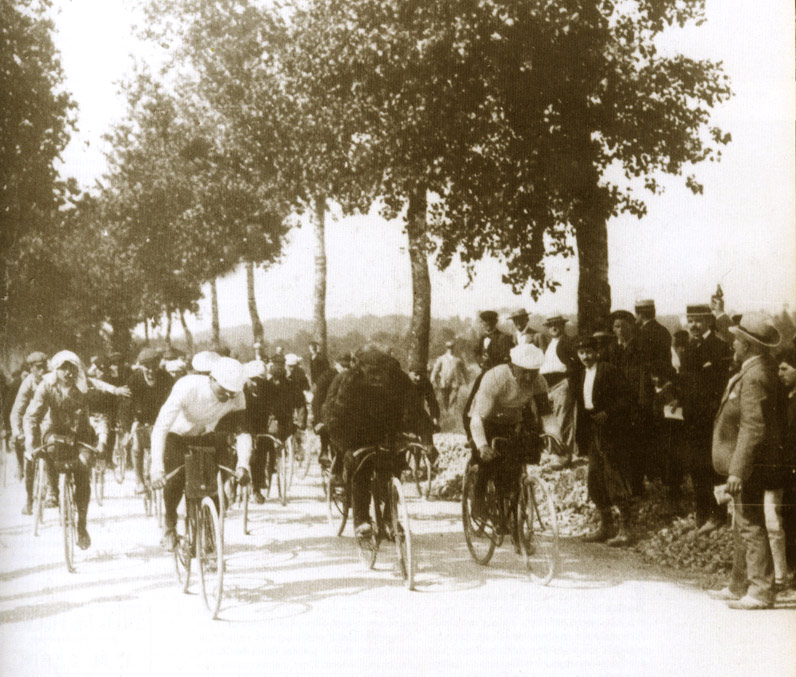
Тур де Франс, 1903 рік.

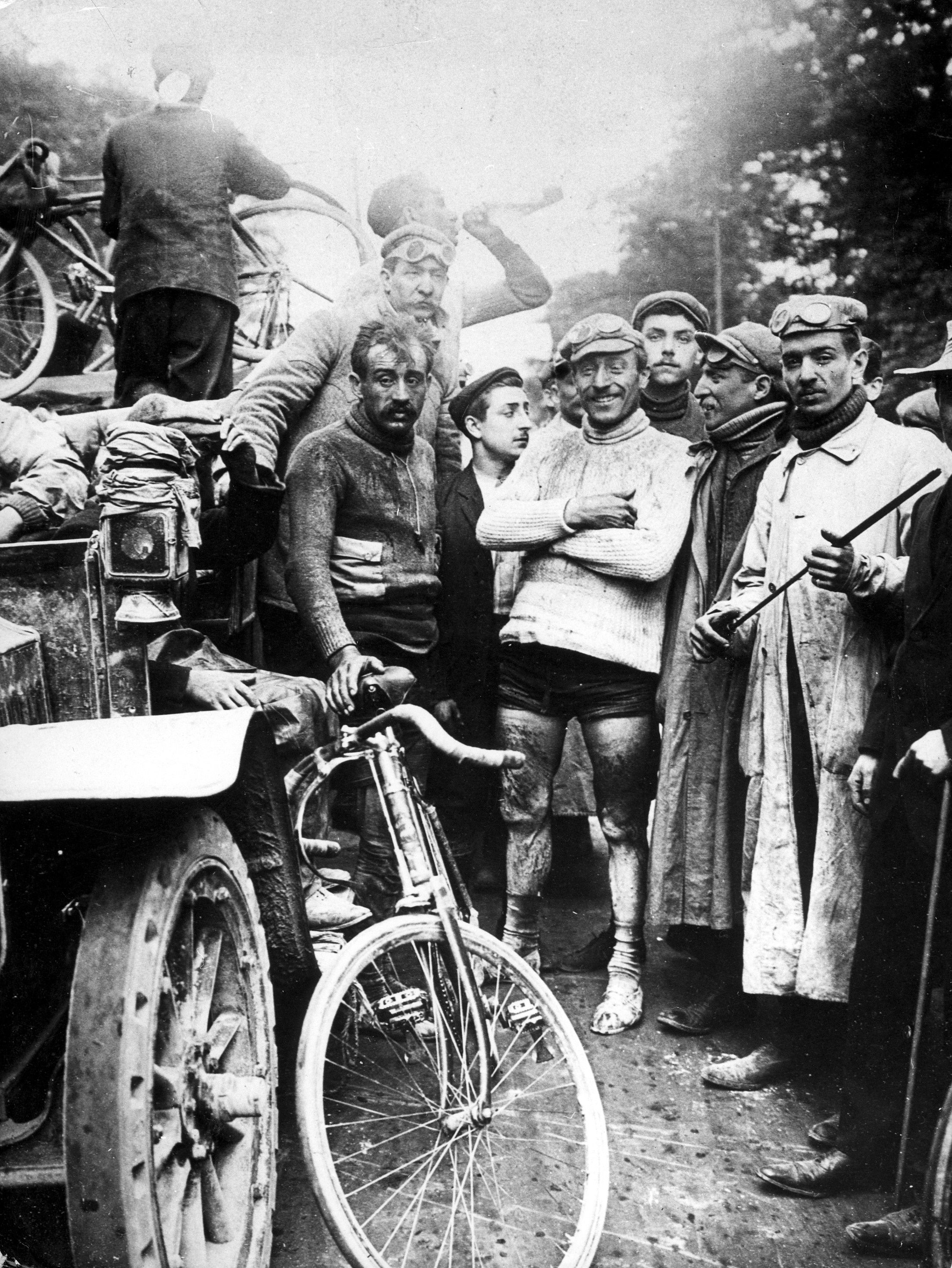
Моріс Гарен, перший переможець Тур де Франс, стоїть праворуч, 1903 рік.

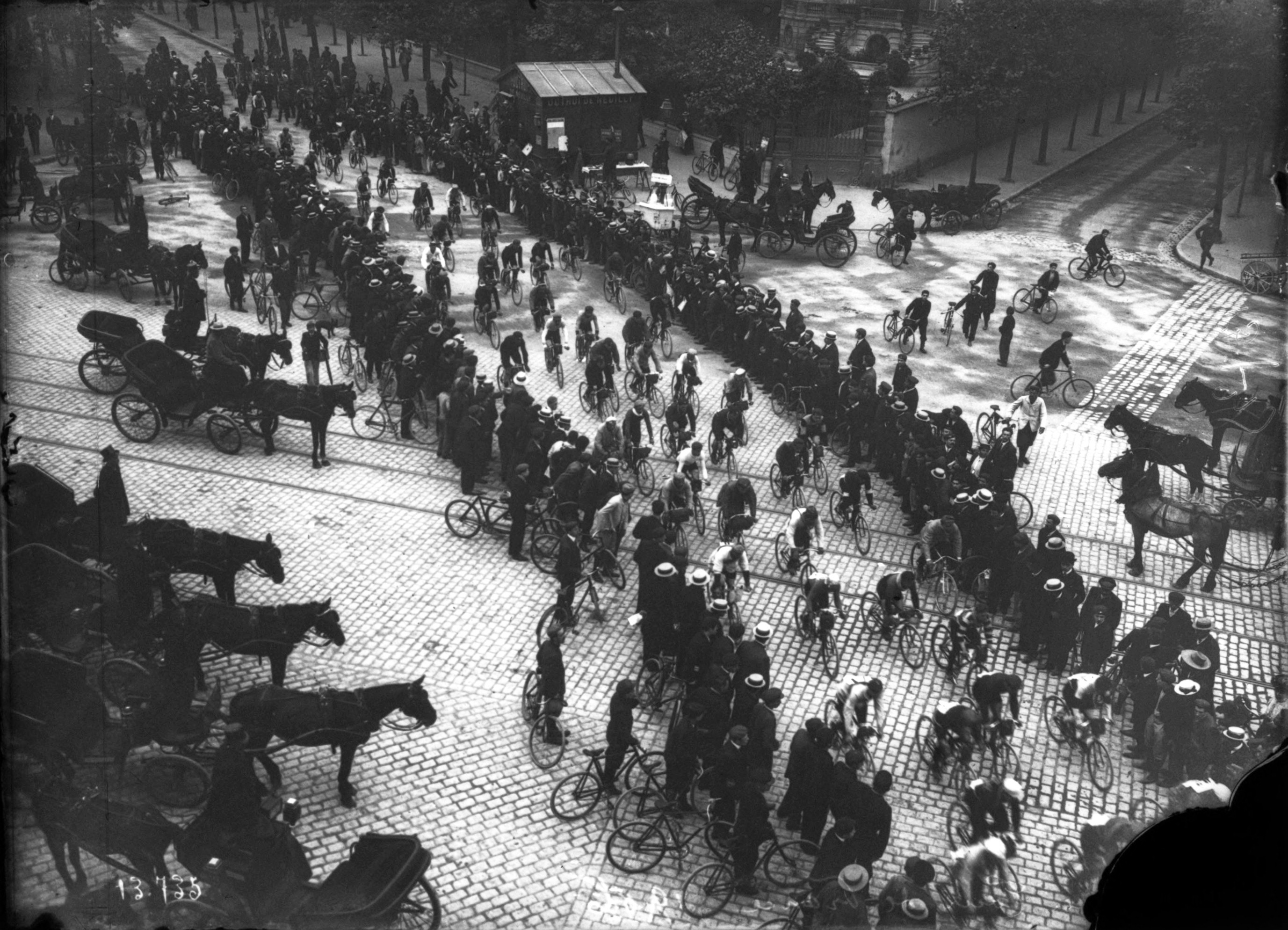
Тур де Франс, 1906 рік.

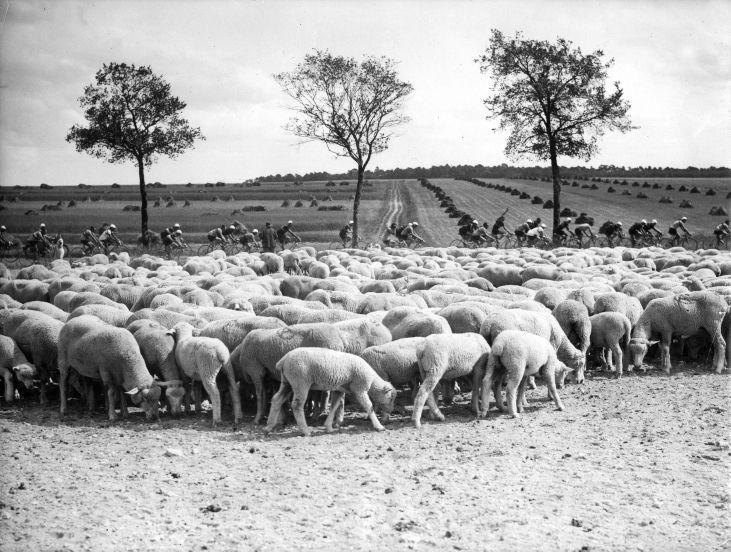
Тур де Франс, 1938 рік. Велогонщики проїжджають повз стадо овець.

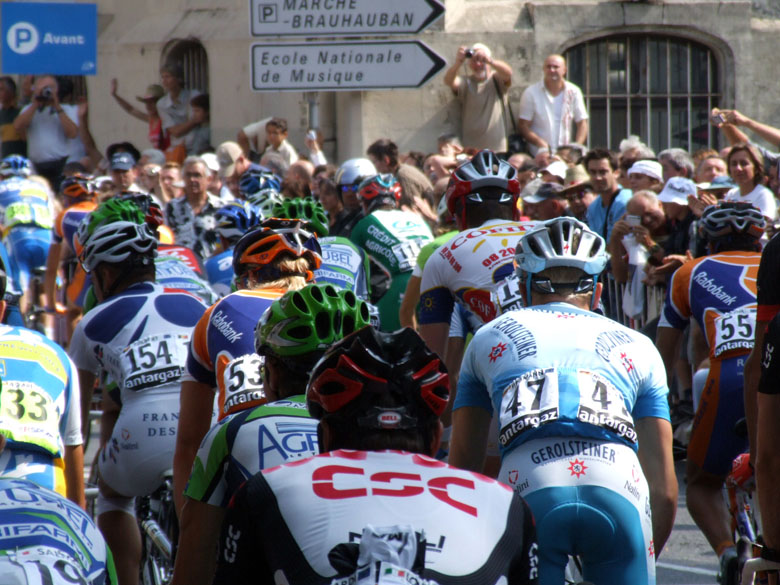
Тур де Франс у Тарбі, 2006 рік.

Велогонку «Тур де Франс» організував 1903 року, як рекламний проект газети L'Auto (сьогодні журнал L'Equipe), його редактор і співзасновник Анрі Дегранж (Henri Desgrange). «Тур де Франс» було покликано конкурувати з велогонкою Париж — Брест (спонсор — газета Le Petit Journal) і велогонкою Бордо — Париж. Ідея створення належить журналісту Гео Лефевру (Geo Lefevre), з яким Анрі Дегранж познайомився 1902 року.
Тепер велогонку організовує «Товариство „Тур де Франс“» — філія Amaury Sport Organisation (ASO), яка є частиною медіа-холдингу, куди входить газета L'Equipe.
За свою вікову історію велогонка «Тур де Франс» мала дві вимушені перерви: з 1915 по 1918 рік її не проводили через Першу світову війну і з 1940 по 1946 рік — через Другу світову війну.
У середині 1950-х років велогонка «Тур де Франс» вийшла за межі Франції і для популяризації велоспорту її окремі етапи проводили на території інших країн. Наприклад, 1954 року гонка вперше стартувала в столиці Голландії Амстердамі. Через 20 років турнір почався в британському місті Плімуті.
1994 року «Тур де Франс» включив етап проходження через нещодавно відкритий тунель під протокою Ла-Манш. У різні роки змагання проводили в Іспанії, Італії, Бельгії, Швейцарії, Німеччині і Люксембурзі.
Довжина траси «Тур де Франс» варіюється з року в рік від 3000 і 4000 км через зміну протяжності маршрутів, бо щороку турнір переїздить з однієї країни в іншу. Найпротяжнішою була велогонка 1926 року — учасникам довелося подолати 5745 км.
Велогонка «Тур де Франс» включає 21 етап. Кожен етап триває один день. Час проходження гонщиком кожного з етапів підсумовують і ця сума утворює загальний час гонки; велогонщик, чий загальний час виявиться мінімальним, стає переможцем усього турніру. Можлива ситуація, коли гонщик стає переможцем турніру, не вигравши жодного з його етапів, як це сталося 1990 року (тоді переможцем став американець Грег Лемонд).
Переможцями також оголошують усіх гонщиків, що виграли хоч би один з етапів гонки.
Крім цього, звання переможця присуджують в наступних номінаціях: найкращий спринтер, найкращий гірський гонщик і найкращий молодий гонщик. Лідерів цих номінацій, окрім грошових виплат і медалей, нагороджують кольоровими майками лідерів.
Жовта майка найавторитетніша серед інших кольорових майок «Тур де Франс». Носити її має право лише лідер гонки за часом. Своє яскраве забарвлення майка отримала в спадок від газети L'Auto, що заснувала це змагання, — її сторінки були жовтого кольору. Довше за всіх цю майку носив американець Ленс Армстронг, що перемагав у гонці з 1999 по 2004 рік.
Гонщик, що набрав найбільшу кількість очок в спринтерському заліку, носить зелену майку. Право носити зелену майку почали розігрувати з 1953 року. Рекордсменом у цій номінації був німецький велогонщик Ерік Цабель, що носив майку з 1997 по 2001 рік включно.
Білу майку в червоний горох носить переможець в номінації «найкращий гірський гонщик». Титул найкращого гірського гонщика почали присуджувати, починаючи з 1933 року, а майку було установлено лише 1975 року.
Частіше за інших цю майку одягав французький велогонщик марокканського походження Річард Веранк. Веранк носив майку з 1994 по 1997 рік, також 1999 року і в 2003–2004 році.
Білу майку носить найкращий молодий гонщик турніру, вік якого на момент проведення гонки не перевищує 25 років. Приміряти майку більше двох разів поки вдалося тільки велогонщику з Німеччини Яну Ульріху. Він носив її з 1996 по 1998 рік.
Також на кожному етапі «Тур де Франс» спеціальна комісія визначає найбільш «бойового» гонщика. Наступного дня після завершення етапу гонщикові, що переміг в цій номінації, вручають білий номер на червоному тлі замість чорного на білому. Головний критерій у визначенні переможця — тривале перебування у відриві від пелотону (гонщики, що рухаються щільною групою), спроби утримувати провідне положення якомога довше. Червоний номер стали присуджувати з 1959 року.

## Майки
|  | Жовта                   | лідер загального заліку                                 |
|  | Зелена                  | лідер спринтерського заліку                             |
|  | Біла в червоний горошок | Король гір                                              |
|  | Біла                    | лідер серед молодих велосипедистів (віком до 25 років). |

З 1919 року лідера загальної класифікації Тур де Франс після кожного етапу нагороджують жовтою майкою лідера. Рекордсменом за кількістю днів, проведених у жовтій майці (96), був бельгієць Едді Меркс. Також він єдиний гонщик, який зміг в одному і тому ж Турі 1969 року виграти три головні почесні майки: жовту, зелену і майку «Короля гір». До того ж, Едді Меркс 1969 року був досить молодим, щоб виграти ще й білу майку найкращого молодого гонщика, якби вона тоді існувала.

## Переможці та рекордсмени

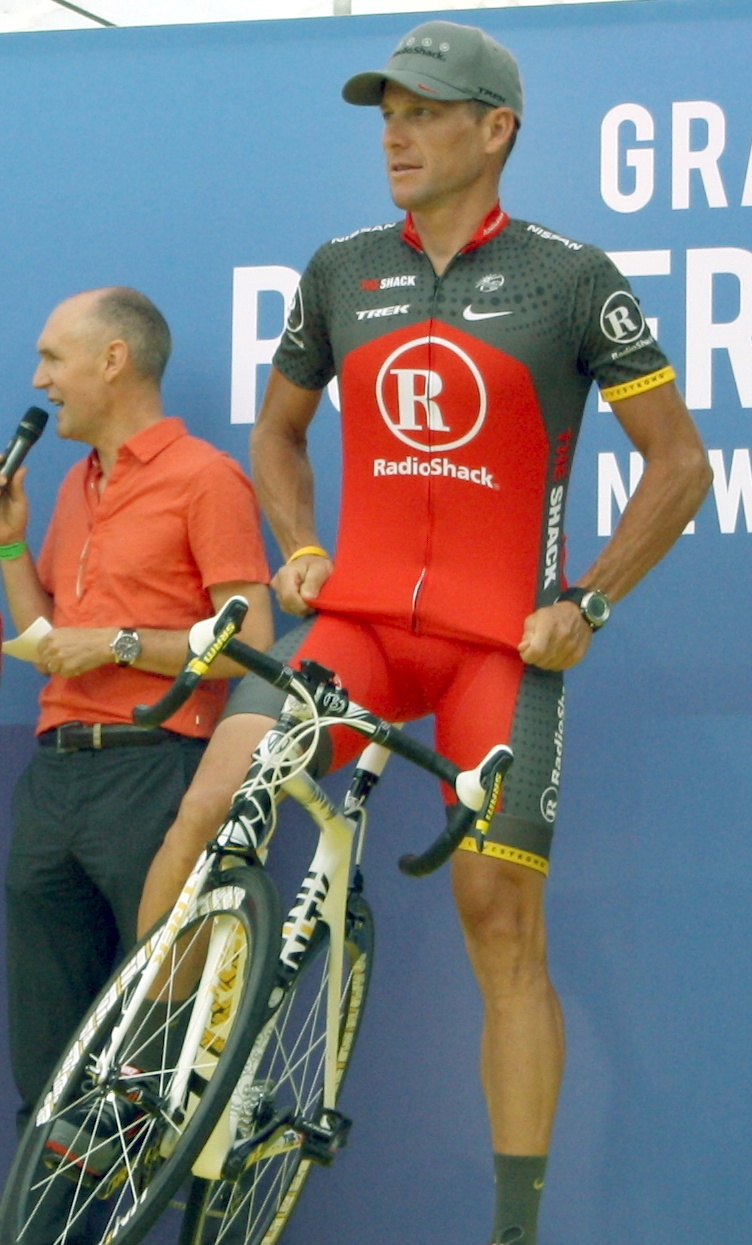
Ленс Армстронг на презентації команди у Роттердамі, 2010 рік.

Найбільшу кількість перемог (сім перемог, усі поспіль) у загальному заліку Тур де Франс має американець Ленс Армстронг (але у 2012 році його через допінг позбавили всіх звань і титулів). По п'ять перемог мають Жан Анкетіль, Бернар Іно, Едді Меркс та Мігель Індурайн, з яких тільки Мігелю Індурайну вдалось виграти п'ять разів поспіль.
Француз Рішар Віранк був «королем гір» рекордні 7 разів, а німець Ерік Цабель вигравав титул найкращого спринтера 6 разів, до того ж поспіль.

## Допінгові скандали
Масштабний допінговий скандал вибухнув на «Тур де Франс» 1998 року. Тоді у вживанні заборонених препаратів було викрито членів французької команди Лорана Брошара, Крістофа Моро, Паскаля Ерве і Дідьє Ру.
2006 року від змагань відлучили італійця Івана Бассо і німця Яна Ульріха, американця Флойда Лендіса й Олександра Винокурова з команди Казахстану. Причиною дискваліфікації стала присутність прізвищ велосипедистів у списку спортсменів, яких підозрюють у застосуванні заборонених препаратів. Після закінчення «Тур де Франс» Міжнародний союз велосипедистів підтвердив інформацію про те, що в допінг-пробі, яку взяли після 17-го етапу, у переможця багатоденки Флойда Лендіса, виявлено синтетичний тестостерон. Весь наступний рік американський спортсмен намагався опротестувати рішення комісії, але безрезультатно — його дискваліфікували і позбавили звання переможця гонки.
2007 року на «Тур де Франс» вибухнуло відразу кілька допінгових скандалів. Перший було пов'язано з Патріком Синкевицем з Німеччини після оприлюднення отриманого в нього позитивного аналізу. Сам спортсмен зізнався у вживанні тестостерону ще до участі в Турі.
Синкевиця було згодом звільнено з команди T-Mobile. Щоб уникнути кримінального покарання за законами німецького правосуддя, він дав свідчення, як про власне вживання заборонених препаратів, так і повідомив слідству багато деталей про використання допінгу багатьма гонщиками з його команди.
У центрі другого допінгового скандалу на велогонці опинився казахський спортсмен з команди «Астана». Одного з найсильніших велогонщиків світу Олександра Винокурова було викрито в застосуванні гемотрансфузії (кров'яного допінгу). Лабораторні дослідження показали, що незадовго до старту 13-го етапу гонщикові влили свіжу кров, збагачену киснем. Після того, як стало відомо про позитивну пробу, керівники «Тур де Франс» зажадали від команди «Астана» залишити змагання. У застосуванні допінгу в ході «Тур де Франс»-2007 викрили також італійця Крістіяна Морені з команди Cofidis і іспанського гонщика команди Saunier Duval Івана Майо.
2008 року за вживання допінгу дискваліфікували бронзового призера «Тур де Франс» —2008 австрійського велогонщика Бернарда Коля. Спортсмена викрили в застосуванні забороненого препарату CERA (еритропоетин третього покоління, який стимулює вироблення еритроцитів). Коль зізнався, що вживав допінг. У результаті його звільнили з бельгійської команди Silence, а третє місце перейшло до росіянина Дениса Меньшова, який фінішував четвертим у загальному заліку.
У 2012 році було дискваліфіковано Ленса Армстронга. Роки 1999—2005 стали без переможця. В ці роки переможцем був Ленс, замість нього не було призначено інших переможців.

## Українці на Тур де Франс

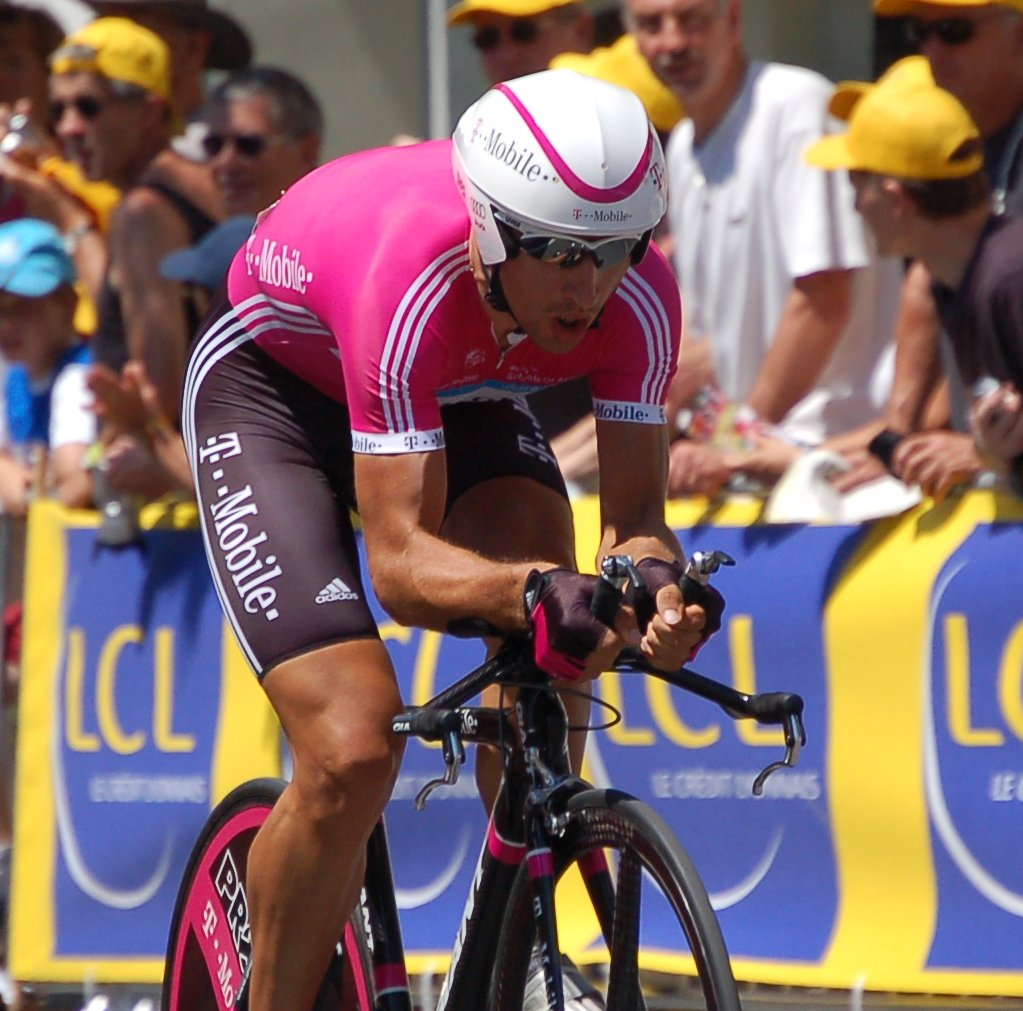
Сергій Гончар на Тур де Франс, 2006 рік.

До 2006 року жодному українцеві не вдавалося перемогти бодай на одному етапі. 2006 року українці виграли три етапи на Турі: Сергій Гончар — два етапи з роздільним стартом і Ярослав Попович — один із рівнинних етапів. Після першої зі своїх перемог Сергій Гончар три дні носив жовту майку лідера.
2005 року Ярослав Попович став володарем Білої майки Тур де Франс, яку вручають найкращому молодому гонщику віком до 25 років.